# Васьковка (Омская область)
Васьковка — деревня в Черлакском районе Омской области России. Входит в состав Южно-Подольского сельского поселения.

## История
Основана в 1908 году. В 1928 г. посёлок Васьковский состоял из 68 хозяйства, основное население — украинцы. В составе Южно-Подольского сельсовета Крестинского района Омского округа Сибирского края.
В соответствии с Законом Омской области от 30 июля 2004 года № 548-ОЗ «О границах и статусе муниципальных образований Омской области» деревня вошла в состав образованного муниципального образования «Южно-Подольское сельское поселение». 

## География
Находится деревня Васьковка на  юге-востоке  региона,   в пределах  Курумбельской степи, являющейся частью Чебаклы-Суминской впадины. 

## Население
| 2010 |
| ---- |
| 97   |

Гендерный состав
По данным Всероссийской переписи населения 2010 года в гендерной структуре населения из 97 человек мужчин — 47, женщин — 50 (48,5 и 51,5 % соответственно).
Национальный состав
В 1928 г. основное население —  украинцы.
Согласно результатам переписи 2002 года, в национальной структуре населения русские составляли 96 % от общей численности населения в 165 чел..